# Бій USS Constellation з La Vengeance
Бій USS Constellation з La Vengeance — морський бій, що стався 1 лютого 1800 року поблизу островів Сент-Кіттс у Карибському морі, між фрегатом військово-морських сил США «Констелейшн» (укр. Сузір'я) та фрегатом військово-морських сил Франції «Ла Ванжанс» (укр. Помста) в рамках неоголошеної війни на морі (також відомої як Квазівійна) між Сполученими Штатами Америки та Французькою Республікою. У результаті бою американський корабель завдав серйозних пошкоджень французькому, останньому вдалося втекти.
Наприкінці XVIII століття французький флот, який повністю патрулював усе атлантичне узбережжя США, завдавав значних збитків американському торговому судноплавству. Збільшення грабежів вимагало термінового відродження військово-морського флоту Сполучених Штатів, який до початку XIX століття вже налічував близько 25 кораблів. Патрулюючи південне узбережжя США від французьких атак, комодор Томас Тракстон привів ескадру до Малих Антильських островів. Дізнавшись про наявність у цьому регіоні регулярних французьких військово-морських сил, Тракстон на флагманському кораблі «Констелейшн» попрямував до берегів Гваделупи. 1 лютого 1800 року, наближаючись до французької колонії, «Констелейшн» зустрівся з французьким фрегатом «Ла Ванжанс». Його капітан, Франсуа Марі Піто, спробував ухилитися від морського бою, але йому це не вдалося, і він був втягнутий у важкий бій з Тракстоном. Хоча французи двічі капітулювали, Тракстон не зміг захопити «Ла Ванжанс». Зрештою Піто вдалося втекти на Кюрасао, отримавши серйозні пошкодження свого корабля. Американський фрегат попрямував на Ямайку для ремонту.

## Передісторія

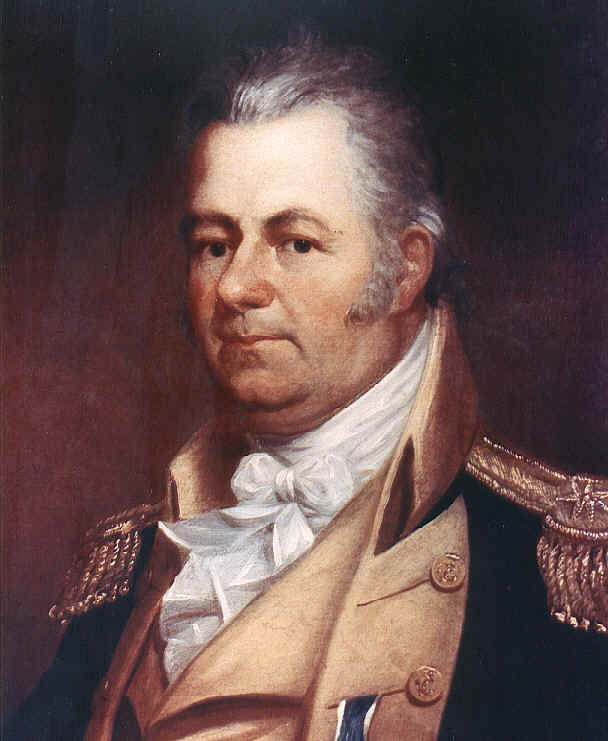
Комодор Томас Тракстон

1800 року неоголошена війна на морі між Сполученими Штатами Америки та Французькою Республікою, так звана Квазівійна, була в самому розпалі. Основні події відбувалися у водах американського континенту: французькі капери знищували торговельне судноплавство в регіоні, а чотири ескадри ВМФ США дислокувалися в Карибському басейні аби запобігти атакам на торгові судна.

Ескадрі під командуванням комодора Томаса Тракстона було доручено патрулювання Малих Антильських островів. Станом на 19 січня 1800 року до складу ескадри комодора Тракстона входили чотири фрегати, три шхуни, а також один «Мановар». Того дня Тракстон прибув на Сент-Крістофер, острів в архіпелазі Навітряні острови, який розташований у східній частині Малих Антильських островів, і прийняв командування патрулюванням. Біля Сент-Крістофера Тракстон розосередив свою ескадру, призначивши кожному кораблю свій маршрут патрулювання. Сам же комодор на флагмані «Констелейшн» 30 січня 1800 року попрямував до берегів Гваделупи, з наміром перехопити французів. Пізніше у своїй доповіді він писав: 
Я зробив все, що було в моїх силах, аби в найкоротші терміни вивести ескадру, а також власний корабель у море. Капітани інших суден отримали окремі накази з патрулювання. … 30-го я залишив Сент-Крістофер на «Констелейшн», відмінно підготовленому для плавання, і попрямував на патрулювання своєї ділянки, де за повідомленнями мав з'явитися дуже великий і важкий фрегат з п'ятдесятьма гарматами на бортуОригінальний текст (англ.)
I made every exertion in my power to get the squadron as well as my own ship to sea in the shortest time possible; and gave all the commanders of the different vessels orders to cruise separately in certain situations. ... On the 30th I left St. Christopher's with the Constellation in excellent trim for sailing and stood to windward in order to occupy the station I had allotted for myself, before the road of the enemy at Guadaloupe, where I was informed a very large and heavy frigate of upwards of fifty guns was then lying
Крім численних каперів, у районі островів були французькі військово-морські сили: фрегат «Ла Ванжанс» під командуванням Франсуа Марі Піто і корвет «La Berceau» Луї Сенеша. Обидва бойові кораблі прибули в Гваделупу 10 грудня 1799 року, супроводжуючи нового голову французької колонії. Піто на «Ла Ванжанс» відплив з Бас-Тера до Франції.

## Сили сторін
На той момент на борту американського фрегата було 38 гармат, попри те, що за офіційними даними військово-морських сил США їх мало було бути 36. Раніше озброєння «Констелейшн» складалося з 24-фунтових гармат. Однак бій «Констелейшн» з «Л'Інсурженте» 9 лютого 1799 року показав їх неефективність, у результаті чого озброєння корабля було модернізовано: тепер воно складалося з двадцяти восьми 18-фунтових гармат і десяти 24-фунтових карронад. Тракстон і його команда були досвідченими моряками, добре підготовленими до бою. Французи ж були не настільки готові до сутички. Фрегат Піто перевозив великий вантаж золота, а також 36 американських військовополонених і 80 пасажирів, двоє з яких були генералами. За таких обставин Піто прагнув уникати сутичок, хоч й був краще озброєний. На борту фрегата «Ла Ванжанс» на той час було вісім 42-фунтових карронад, двадцять вісім 18-фунтових і шістнадцять 12-фунтових гармат. У разі абордажу французи також мали явну перевагу: команда американського судна складалася з 310 осіб, у той час, як французького — з 380.

## Битва

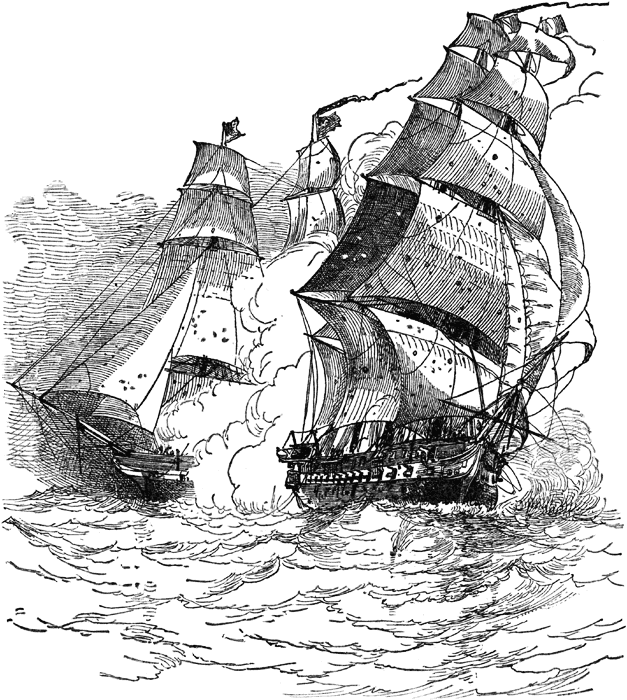
Бій «Констелейшн» з «Ла Ванжанс»

1 лютого 1800 року о 19:00 екіпаж Тракстона помітив фрегат, що йшов під британським прапором за дві ліги від рейду Бас-Тера. Щоб встановити контакт з фрегатом, Тракстон також наказав йти під британськими кольорами. Піто помітив американський корабель о 19:45. Припускаючи, що судно переслідує його, він спробував уникнути конфлікту й змінив курс, щоб пливти за вітром, а не на північ, як передбачалося. Для збільшення швидкості французи навіть поставили додаткові вітрила. Помітивши таку поведінку невпізнаного фрегата, Тракстон дійшов висновку, що зіткнувся з французьким військовим кораблем, і розпочав його переслідування. О 20:00 він прибрав британські кольори й підняв американський прапор. Наздогнавши французів, Тракстон запропонував їм капітулювати.
У цей час кормові гармати Піто відкрили вогонь по американському фрегату та зав'язався бій. Щоб перевага американців у швидкості не була настільки значною, «Ла Ванжанс» змінив курс на південно-східний, на якому вітер надавав їм перевагу. Маневруючи, Піто зміг спрямувати гармати свого корабля на такелаж «Констелейшн». Американський фрегат не відкривав вогонь у відповідь, поки не опинився з навітряного боку від французького. Отримавши таку перевагу, він виконав подвійний залп у лівий борт «Ла Ванжанс». Рухаючись пліч-о-пліч, обидва фрегати продовжували бій протягом двох з половиною годин, у той час, як Тракстон безуспішно намагався розвернути свій корабель, аби дати залп уздовж французького судна. Французи в основному намагалися атакувати снасті супротивника, в якийсь момент їм вдалося пошкодити вітрила передньої щогли й американський фрегат втратив маневровість.
Коли о 22:45 два фрегати зблизилися, моряки з «Ла Ванжанс» були готові брати американське судно на абордаж. Проте ця спроба була зупинена картечними залпами з борту «Констелейшн», у той час, як американські морські піхотинці стріляли з мушкетів і кидали гранати. Коли французьке судно відійшло, між ними продовжився гарматний поєдинок. Піто намагався капітулювати, але американці не помітили цього через темряву. Бій тривав до 2:00 2 лютого 1800 року, коли французи капітулювали вдруге. Тракстон наблизився до переможеного супротивника, плануючи забрати ворожий корабель як трофей. Однак о 3:00 грот-щогла американського фрегата впала за борт, убивши кількох моряків. Піто скористався ситуацією й зник у темряві.

## Наслідки

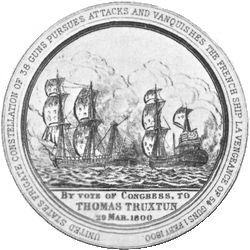
Зворотна сторона Золотої медалі Конгресу Тракстона

Людські втрати з обох сторін були значними й обидва кораблі були в такому поганому стані, що кожен капітан вважав, що саме він потопив супротивника. Більша частина оснащення «Ла Ванжанс» була пошкоджена, лише нижня фок-щогла, нижня бізань-щогла і бушприт були ще в робочому стані. Піто взяв курс на голландський Кюрасао і був змушений витягти своє судно на берег, щоб запобігти його затопленню. Щодо людських втрат, офіційні французькі джерела повідомляли про 28 загиблих і 40 поранених. Проте записи на Кюрасао зазначали, що французький фрегат втратив 160 осіб: 50 загиблими та 110 пораненими. На Кюрасао Піто чекали подальші неприємності. Через складні стосунки з місцевими голландськими чиновниками фрегат виявився виведеним з ладу на декілька місяців. Пізніше французька експедиція доставила необхідні для ремонту матеріали. Коли навзамін Піто попросили допомогти атакувати острів, він відмовився і повернувся на Гваделупу.
Американський фрегат, який також отримав значні пошкодження, втратив 14—15 моряків убитими й мав 25 поранених, з яких 11 згодом померли. Корабель попрямував у Порт-Рояль на необхідний ремонт, який, однак, не було завершено через брак матеріалів. «Констелейшн» залишив Ямайку через тиждень, коли було замінено грот-щоглу. Тракстон супроводив конвой із 14 торгових судів до США й попрямував у Гемптон-Роудс для завершення ремонту. Тільки після повернення в Штати капітан дізнався, що «Ла Ванжанс» не був потоплений. Тракстона визнали героєм, за цей бій він отримав золоту медаль Конгресу США.